# Brandgang

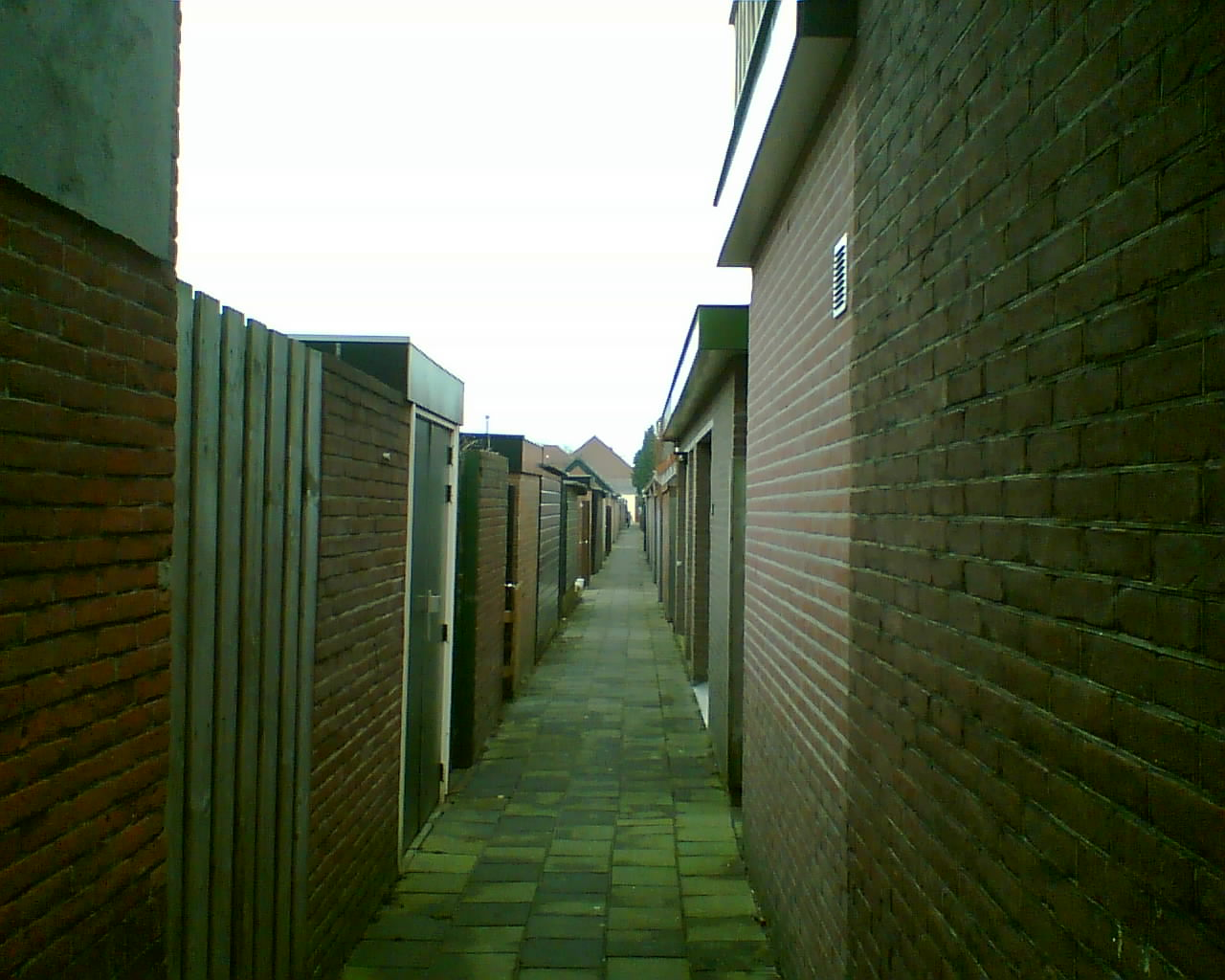
Brandgang in Woerden

Een brandgang is een pad tussen huizenblokken naar de achtertuinen en de schuurtjes. De naam verwijst naar de mogelijkheid om bij brand te ontsnappen, om bij calamiteiten op moeilijk te bereiken plekken te komen en de slangen uit te rollen, maar ook om te voorkomen dat de brand overslaat van het ene huizenblok naar het andere.
Om het zoeken makkelijker te maken worden op de hoekpunten van de blokken die omsloten zijn door brandgangen (zwerf)stenen neergelegd met daarop het nummer van het blok.

## In het bos

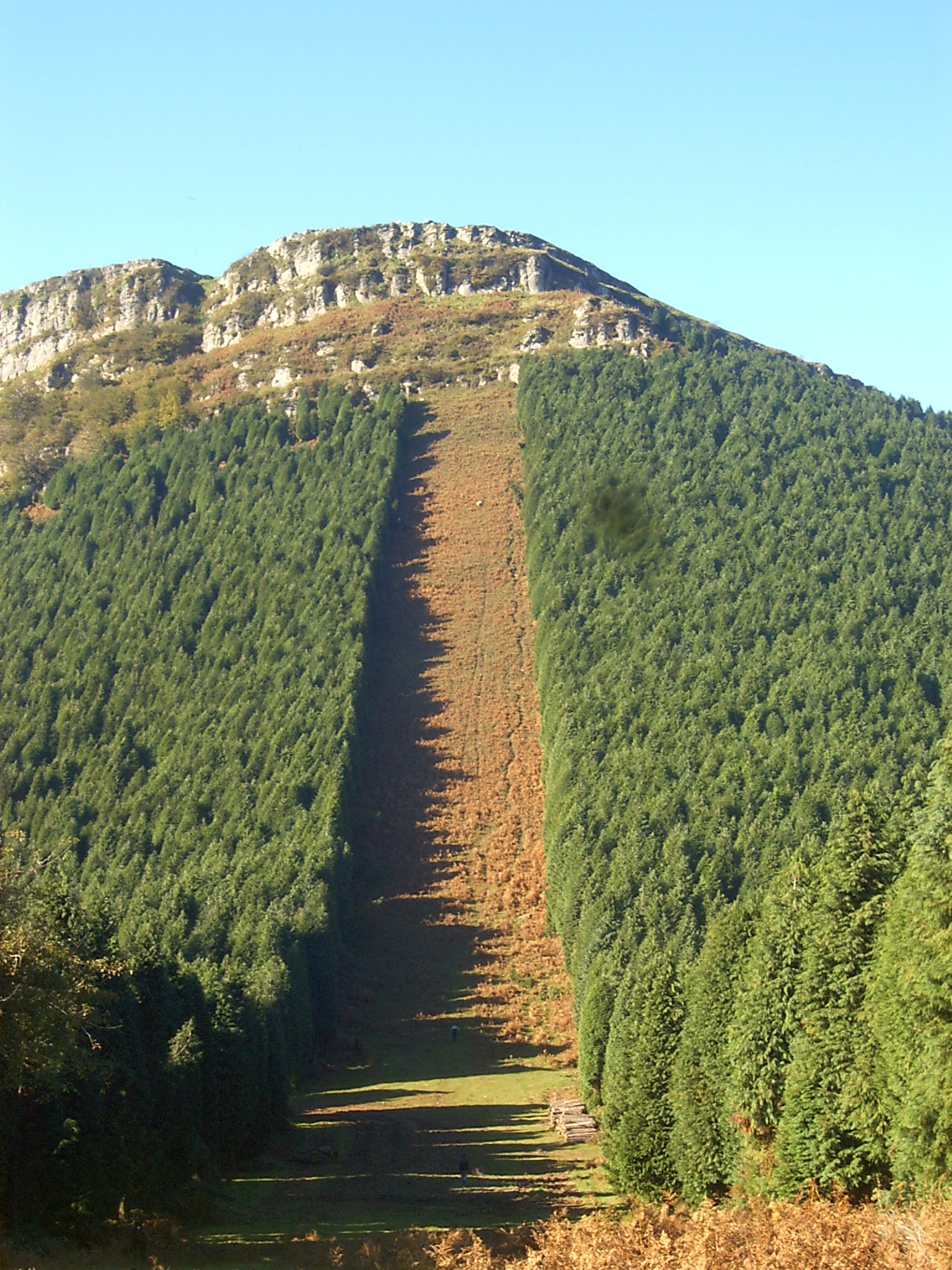
Brandgang

De brede gangen die in productiebossen te vinden zijn worden eveneens brandgangen genoemd. In een bos wordt een brandgang ook wel een tra genoemd. Ook hier zijn ze bedoeld om het de brandweer gemakkelijker te maken. De breedte is bovendien bedoeld om de voortgang van de brand enigszins te vertragen. Het vuur heeft daardoor iets meer tijd nodig om van blok tot blok te geraken.